# Driadòidies
Les driadòidies (Dryadoideae) són una subfamília dins la família Rosàcia consta de 4 gèneres, tots ells comparteixen nòduls radiculars que hostatgen bacteris Frankia que fan la fixació del nitrogen. Són subarbusts, arbusts i arbrets amb un nombre cromosòmic de 9, els seus fruits o són aquenis o fruits compostos d'aquenis.